# Teofyllin

Strukturformel för teofyllin

Teofyllin, med systematiskt namn 1,3-dimetylxantin (mer fullständigt 3,7-dihydro-1,3-dimetyl-1H-purin-2,6-dion) och summaformel C7H8O2N4, är en xantin som förekommer som i små mängder i te. Ämnet är kemiskt nära besläktat med koffein och teobromin.
Teofyllin har en bronkodilaterande effekt som uppnås genom att lösa kramper i luftrörens muskulatur. Ämnet kan ges som läkemedel till patienter med obstruktiv lungsjukdom, till exempel astma, akut bronkit och KOL.